# Зграда Вудмен
Зграда Вудмен (енгл. Woodmen Tower), у преводу "Кула Дрвосеча" је небодер у америчком граду Омахи, савезна држава Небраска.
Зграда је висока 146 метара, и до 2002. године била је највиша зграда у Омахи, када је тај рекорд преузела зграда Прве Националне Банке. Начази се у самом центру Омахе, у улици Фарнам број 1700. Њен власник је непрофитна огранизација "Дрвосече Света" (енгл. Woodmen of the World Insurance Society).
Приликом зидања Вудмена неколико историјских зграда у центру Омахе било је срушено, укључујући Стару Градску Кућу и зграду Осигуравајућег Завода.
Зграда је приказана у филму О Шмиту (енгл. About Schmidt), америчког режисера Александра Пејна.